# Duncan Quadras
Duncan Quadras (Duncan Quagmire in de originele reeks) is een personage uit de 13-delige boekenreeks Ellendige avonturen. Duncan is een van een drieling; hij heeft nog een zus (Isadora). Hun broer Quibus schijnt omgekomen te zijn bij een brand, waarbij ook hun ouders het leven lieten. Later blijkt hij echter nog in leven te zijn. Duncans passie is journalistiek en hij maakt dan ook vaak aantekeningen.
De voornamen van Duncan en Isadora zijn afgeleid van Isadora Duncan, een Amerikaanse danseres.

## Biografie
De drieling heeft, net als Violet, Claus en Roosje Baudelaire ook een soort fortuin, de Quadras-saffieren. Graaf Olaf probeert deze te stelen, zoals hij ook het Baudelaire-fortuin in zijn handen wil krijgen.
De Baudelaires en de Quadrassen ontmoeten elkaar in het boek De Krabbige Kostschool, op de Prutjurk Kostschool. Duncan wordt samen met zijn zus Isadora beste vrienden met de drie Baudelaires. Duncan ontdekt een groot geheim over Graaf Olaf en de Baudelaires en V.B.A. ontdekt. Hij probeert ze dit meerdere keren te vertellen, maar zijn pogingen mislukken steeds.
In De Loze Lift zitten Duncan en Isadora gevangen in een lift. Ze worden gevonden door de Baudelaires, maar als die vertrekken en enige tijd later weer terugkomen zijn de Quadrassen verdwenen. Graaf Olaf veilt ze op de In-veiling en zo zijn de drie wezen hun vrienden wederom kwijt.
In Het Doodenge Dorp ontsnappen ze met Hector, de klusjes man van het dorp V.B.A., nadat ze gered zijn door Violet, Claus en Roosje. Opnieuw willen ze het geheim vertellen, maar de aantekeningen worden vernield door het harpoengeweer van Hoofdagent Luciana, een vermomming van Esmé Zooi.